# Héctor Ximénez González
Héctor Ximénez González (Chalco, Estado de México; 19 de septiembre de 1938 - México, D. F.; 31 de marzo de 2000) fue un político mexicano, miembro del Partido Revolucionario Institucional, ocupó entre otros, los cargos de diputado federal y senador.

## Biografía
Fue abogado egresado de la Universidad Nacional Autónoma de México, miembro del PRI desde 1962, en 1970 fue elegido presidente municipal de Chalco y luego diputado federal por el XV Distrito Electoral Federal del Estado de México a la L Legislatura de 1976 a 1979 y la LIII Legislatura de 1985 a 1988, procurador general de Justicia del Estado de México de 1987 a 1988 y luego presidente del PRI en el Estado de México de 1988 a 1989, en 1995 el gobernador César Camacho Quiroz lo nombró Secretario General de Gobierno, cargo que dejó en 1997 en que fue elegido Senador plurinominal para la LVII Legislatura de 1997 a 2000, y en 1999 fue precandidato del PRI al gobierno del Estado de México, candidatura obtenida finalmente por Arturo Montiel Rojas.

## Muerte
Murió en ejercicio de la senaduría en 2000.